# Unfriendly countries list
Unfriendly countries list är en lista över länder och regioner som den ryska regimen, under ledning av Vladimir Putin, har angett som "unfriendly". 

## Länder på listan (samt EU)
| - Albanien - Andorra - Australien - Bahamas - Canada - Kroatien | - Tjeckoslovakien - Danmark - Grekland - Ungern - Island - Japan | - Liechtenstein - Mikronesien - Monaco - Montenegro - Nya Zeeland - Nordmakedonien | - Norge - San Marino - Singapore - Slovakien - Slovenien - Sydkorea | - Schweiz - Taiwan - Ukraina - Storbritannien - EU |

1. ↑  Enskilda EU-länder har dock tillförts till listan vid olika datum.

## Bakgrund
I juni 2018 undertecknade Rysslands president Vladimir Putin en lag som ger regeringen befogenhet att införa motåtgärder mot länder som engagerar sig i "ovänliga" handlingar mot Ryssland.